# Abraxas ijimai
Abraxas ijimai là một loài bướm đêm trong họ Geometridae.